# 87º Distretto
L'87º Distretto (in inglese 87th Precinct) è una serie di romanzi police procedural scritti dall'autore statunitense Ed McBain.

## Trama
La serie si basa sulla vita lavorativa e privata degli agenti di un distretto di polizia del distretto amministrativo centrale di Isola, una metropoli immaginaria degli Stati Uniti, chiaramente modellata sulle caratteristiche di New York.
Come New York, anche Isola è divisa in 5 principali distretti: il distretto centrale (corrispondente a Manhattan), Calm's Point (corrispondente a Brooklyn), Majesta (Queens), Riverhead (Bronx) e Bethtown (Staten Island). Altre precise corrispondenze fra Isola e New York sono: Grover Park (Central Park), Sand's Spit (Long Island), i fiumi Harb (Hudson) and Dix (East River), la zona chiamata The Quarter (The Village), Devil's Break (Spuyten Duyvil), Stewart City (Tudor City), Diamondback (Harlem), il Buena Vista Hospital (Bellevue), la Ramsey University (New York University), Hall Avenue (Fifth Avenue), Jefferson Avenue (Madison Avenue), e lo Stem o Stemmler Avenue (Broadway)
Il personaggio che, con l'ampliarsi della serie, ha finito per diventarne il protagonista è Steve Carella, mentre a rotazione compaiono il comandante del distretto, capitano Marshall Frick, il tenente Peter Byrnes e gli agenti (di vario grado) Arthur Brown, Eileen Burke, Roger Havilland, Cotton Hawes, Bert Kling, Meyer Meyer, Andy Parker, Hal Willis, Bob O'Brien, Richard Genero e Ollie Weeks. McBain ha spesso fatto riapparire nei romanzi dell'87º Distretto alcuni criminali, il più famoso dei quali è il Sordo, spietato rapinatore e assassino. Diversi membri dell'87º sono caduti in servizio nel corso degli anni, come ad esempio Roger Havilland, poliziotto violento e brutale. I sopravvissuti (la maggior parte) sembrano immuni al passare del tempo, in 50 anni non sono invecchiati sensibilmente contrariamente all'ambiente socio economico in cui si muovono, che si è evoluto passando dal dopo guerra di Corea fino all'11 settembre ed alla guerra d'Iraq.

## Opere derivate
Questa serie di romanzi ha ispirato, più o meno direttamente, altri autori di polizieschi, come Maurizio De Giovanni con i suoi I bastardi di Pizzofalcone ed alcune famose serie televisive come Hill Street Blues e NYPD Blue. Alcuni romanzi del ciclo sono stati portati sullo schermo cinematografico (il più famoso è Anatomia di un rapimento di Akira Kurosawa), e due sono addirittura stati utilizzati in altrettanti episodi di Colombo cambiandone ovviamente i protagonisti.

## Elenco romanzi dell'87º Distretto
- 1956, L'assassino ha lasciato la firma (Cop Hater), riedito col titolo Odio gli sbirri, Einaudi, 2017
- 1956, Estremo insulto (The Mugger)
- 1956, Non svegliarmi o Uno spacciatore per l'87º (The Pusher)
- 1957, Pietà per chi crede (The Con Man)
- 1958, Qui, 87º Distretto (Killer's Choice)
- 1958, "Savage" calibro 300 (Killer's Payoff)
- 1958, Ucciderò alle otto (Lady Killer)
- 1959, Attentato Carella (Killer's Wedge)
- 1959, Tutti per uno, all'87º ('til Death) , riedito col titolo Fino alla morte, Einaudi, 2017
- 1959, Due colpi in uno (King's Ransom)
- 1960, Due mani in cerca di cadavere o Date una mano all'87º distretto (Give the Boys a Great Big Hand)
- 1960, Chiamate Frederick 7-8024 (The Heckler)
- 1960, Lo spettacolo è finito (See Them Die)
- 1961, Tutto da rifare all'87º Distretto (Lady, Lady, I Did It!)
- 1962, Le ore vuote (The Empty Hours): contiene i romanzi brevi Le ore vuote (The Empty Hours), J (J), Bufera (Storm)
- 1962, Nessuna via d'uscita (Like Love)
- 1963, Lungo viaggio senza ritorno (Ten Plus One)
- 1964, Gioca al buio l'87º Distretto (Ax)
- 1965, Tutto regolare, mamma (He Who Hesitates); riedito col titolo L'uomo dei dubbi, Einaudi, 2018
- 1965, L'ultima voce (Doll)
- 1966, Ottanta milioni di occhi (Eighty Million Eyes)
- 1968, Allarme: arriva la "Madama" (Fuzz)
- 1969, 87º Distretto: una cartuccia di troppo (Shotgun)
- 1970, Gioco di pazienza per l'87º Distretto (Jigsaw
- 1970, L'ombra della notte (Nightshide) [racconto]
- 1971, 87º Distretto: tutti presenti (Hail, Hail, the Gang's All Here!)
- 1972, 87º Distretto: l'assassino ha confessato (Sadie, When She Died)
- 1973, 87º Distretto? Parlate più forte (Let's Hear It for the Deaf Man), riedito col titolo La voce del crimine, Einaudi, 2018
- 1973, Confessione di un presidente all'87º Distretto (Hail to the Chief)
- 1974, Una questione di pane per l'87º Distretto (Bread)
- 1975, Parenti di sangue per l'87º distretto (Blood Relatives)
- 1976, 87º Distretto: finché morte non vi separi (So Long as You Both Shall Live)
- 1977, Dal passato incubi per l'87º distretto (Long Time No See)
- 1979, Calypso per l'87º Distretto (Calypso)
- 1980, Fantasmi per l'87º Distretto (Ghosts)
- 1981, Troppo caldo per l'87º Distretto (Heat)
- 1983, Ghiaccio per l'87º Distretto (Ice)
- 1984, Fulmini sull'87º Distretto (Lightning)
- 1984, Natale all'87º Distretto (And All Through the House), racconto
- 1985, Otto cavalli neri per l'87º distretto (Eight Black Horses)
- 1987, Veleno per l'87º Distretto (Poison)
- 1987, Brutti scherzi per l'87º Distretto (Tricks)
- 1988, Ninna nanna per l'87º Distretto (Lullaby)
- 1990, Vespri (Vespers)
- 1991, Vedove (Widows)
- 1992, Kiss (Kiss)
- 1993, Misfatti (Mischief)
- 1995, Romance (Romance)
- 1997, Nocturne (Nocturne)
- 1999, Grande città violenta (The Big Bad City)
- 2000, L'ultimo ballo (The Last Dance)
- 2001, Money (Money, Money, Money)
- 2002, Il rapporto scomparso (Fat Ollie's Book)
- 2003, Il party (The Frumious Bandersnatch)
- 2004, Anagram (Hark!)
- 2005, Soltanto odio (Merely Hate), romanzo breve
- 2005, Traditori (Fiddlers)